# Theodor Schwann

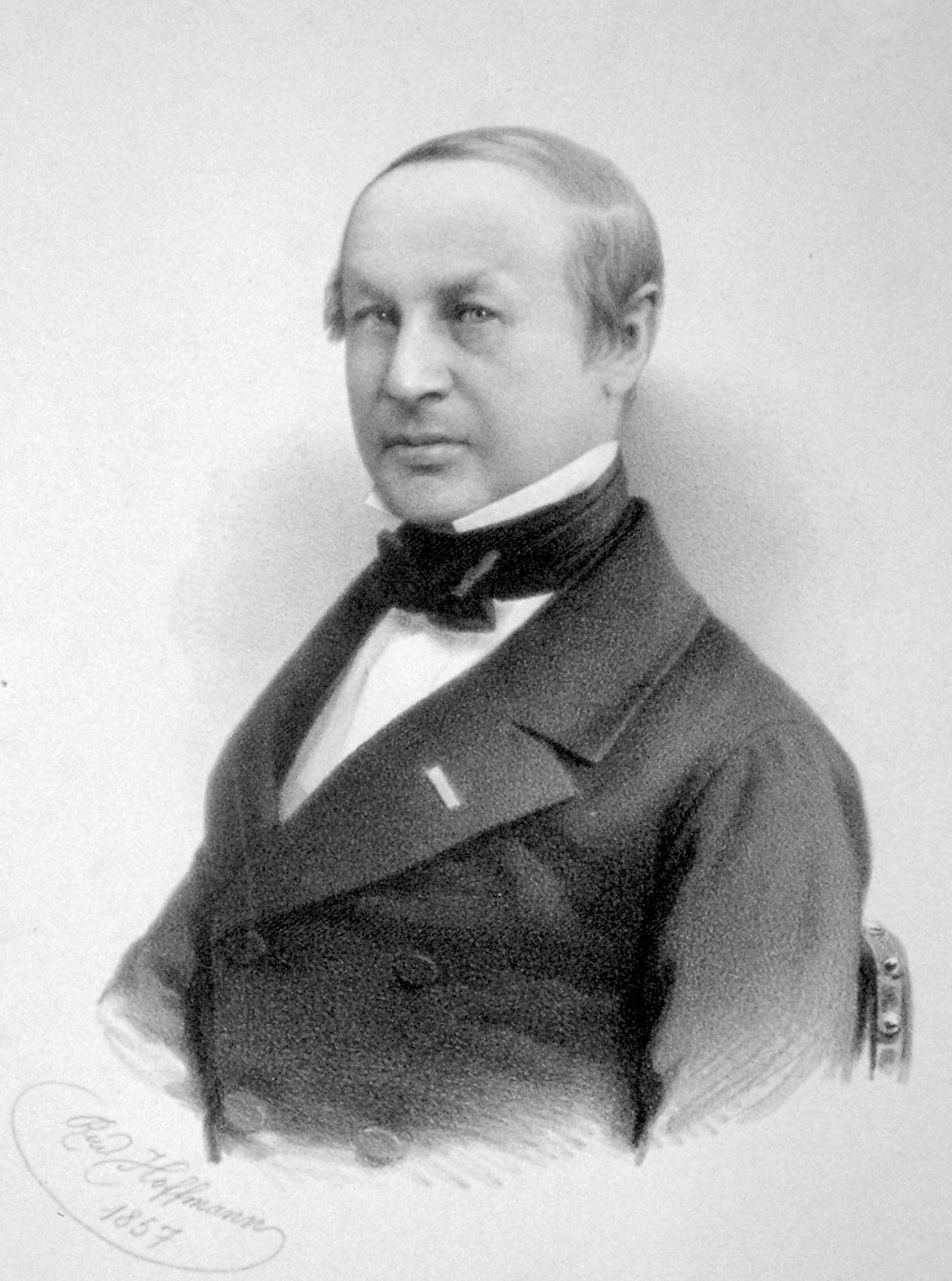
Theodor Schwann, Lithographie von Rudolf Hoffmann (1857)

Theodor Ambrose Hubert Schwann (* 7. Dezember 1810 in Neuss; † 11. Januar 1882 in Köln) war ein deutscher Anatom und Physiologe. Nach ihm wurden 1943 von Ehrlich und Martin die Schwann’sche Scheide bei Nervenfasern und die Schwann-Zelle benannt. Er entdeckte 1836 das Magenferment Pepsin und zeigte 1839 in Anknüpfung an Matthias Jacob Schleiden, dass Tiere wie Pflanzen aus Zellen bestehen. Diese ursprünglich als Zelltheorie bekannte Erkenntnis prägte den Fachbereich der Biologie maßgeblich.

## Leben
Theodor Schwann war der Sohn des Goldschmieds und Verlegers Leonard Schwann (1778–1867) und seiner Frau Elisabeth geb. Rottels. Nach der Elementarschule besuchte Theodor Schwann das Progymnasium in Neuss, dann das Marzellengymnasium in Köln, wo er 1829 das Abitur erhielt.

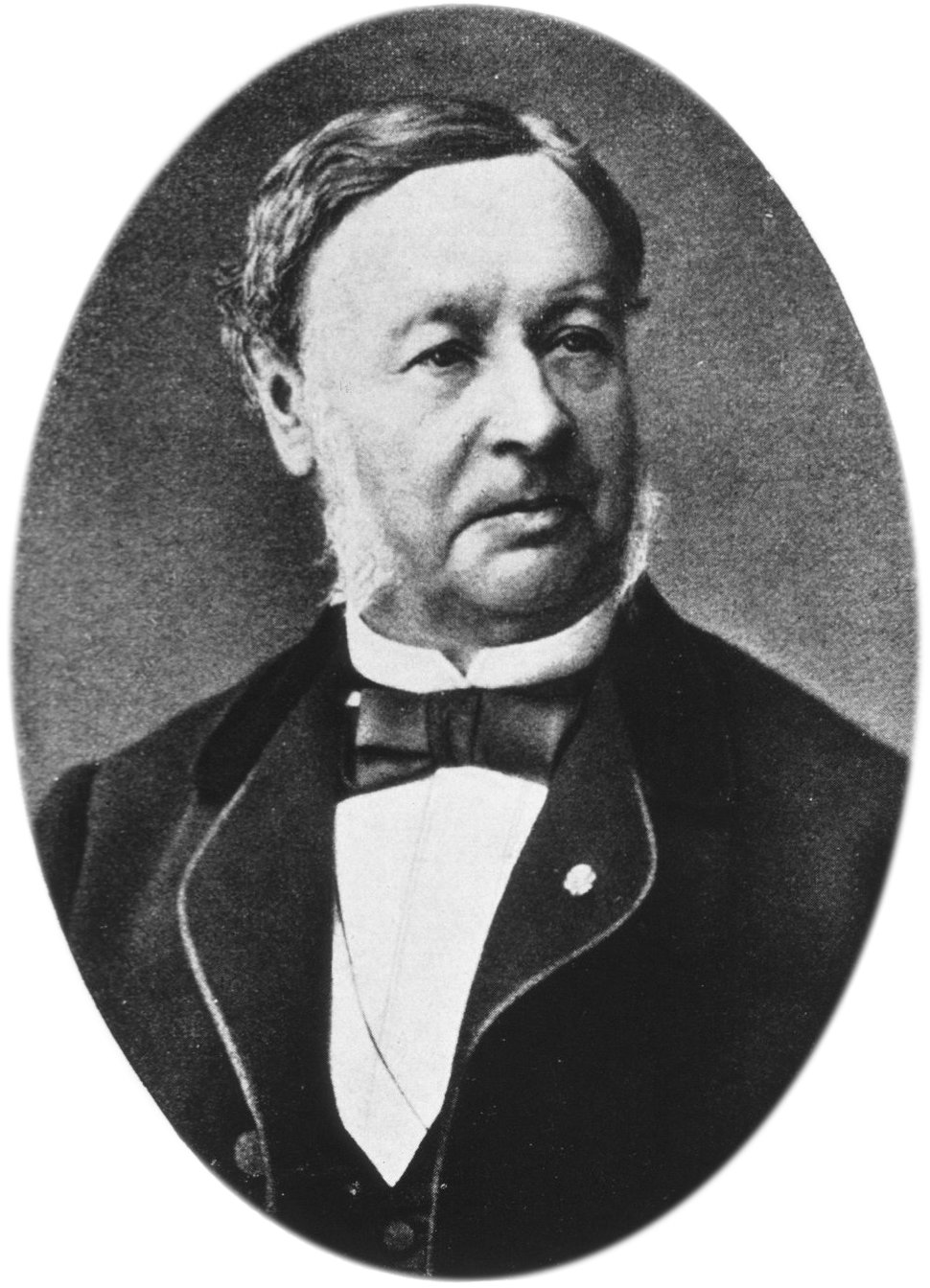
Theodor Schwann

An der Universität Berlin studierte Schwann Medizin unter Johannes Peter Müller, der viele deutsche Physiologen des 19. Jahrhunderts unterrichtete. Sein Medizinstudium begann er 1829 in Bonn, später wechselte er über Würzburg nach Berlin. Während seiner Zeit in Würzburg (circa 1830) war er Mitglied der Studentenverbindung Amicitia, die heute wieder Burschenschaft Germania heißt. In Berlin wurde er 1834 mit De necessitate aeris atmosphaerici ad evolutionem pulli im ovo incubito promoviert. 1836, während er an der Universität von Berlin war, entdeckte er das Pepsin in den Extrakten von Magenfutter, ein Enzym verantwortlich für die Verdauung. Pepsin war das erste Enzym, das aus tierischem Gewebe isoliert wurde. 1837 zeigte Schwann, dass etwas in der Luft, das durch Hitze zerstört wird, Zerfall verursacht, wobei die Luft selbst aber nicht zerfällt. Außerdem wies er unabhängig von Friedrich Traugott Kützing und Charles Cagniard de la Tour nach, dass Mikroorganismen, Hefen, für die alkoholische Gärung verantwortlich sind.
Schwann wurde 1838 Professor für Anatomie an der Katholischen Universität Löwen und 1848 für Physiologie, allgemeine Anatomie und Embryologie an der Universität Lüttich. Dort fand er heraus, dass die Gärung von Zucker und Stärke das Resultat der Lebensprozesse waren. Er erforschte auch die Muskelkontraktion und Nervenstruktur. Dabei entdeckte er den gestreiften Muskel des oberen Ösophagus, die Kerne der glatten und quergestreiften Muskelfasern und die Myelinhülle von Zusatzaxonen, Schwann-Zellen genannt. Schwann prägte die Bezeichnung „Metabolismus“, um die chemischen Umwandlungen zu beschreiben, die in lebendem Gewebe stattfinden und formulierte die Grundprinzipien der Embryologie, indem er beobachtete, dass ein Ei eine Einzelzelle ist, die sich schließlich zu einem vollständigen Organismus entwickelt.

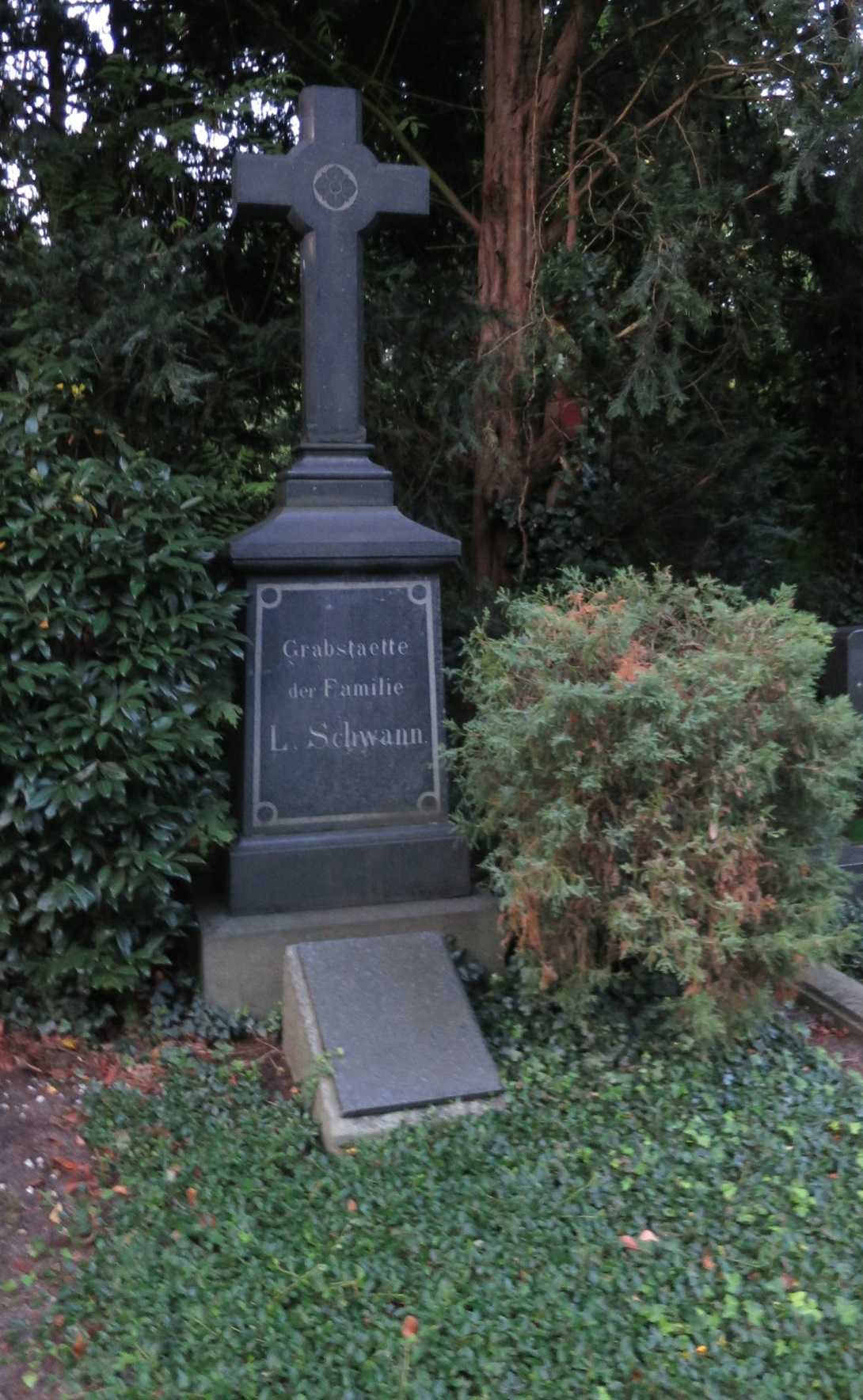
Grab der Familie Schwann auf dem Kölner Friedhof Melaten

Schwann entwickelte im Jahr 1839 zusammen mit Matthias Schleiden die Zelltheorie, welche die Zellen als die grundlegenden Einheiten („Elementartheile“) der Pflanzen und der Tiere kennzeichnet. Schwann und Schleiden erkannten, dass einige Organismen einzellig sind, während andere mehrzellig sind. Sie erkannten auch, dass Zellkerne zu den allgemeinen Zelleigenschaften gehören und beschrieben sie durch Vergleich der verschiedenen Tier- und Pflanzengewebe. Diese Beobachtungen und die Zellentheorie wurden in Schwanns Mikroskopische Untersuchungen über die Uebereinstimmung in der Struktur und dem Wachsthum der Thiere und Pflanzen zusammengefasst und 1839 in Berlin veröffentlicht.
Schwann regte durch seine Zellentheorie die Forschung in diesem Bereich weiter an. Er gilt heute als Begründer der modernen Gewebelehre. Theodor Schwann starb im Alter von 71 Jahren. Beerdigt wurde er im Familiengrab auf dem Kölner Friedhof Melaten (MA, zwischen Lit.H+HWG).

## Auszeichnungen und Ehrungen
- 1841: Korrespondierendes Mitglied der Académie royale des Sciences, des Lettres et des Beaux-Arts de Belgique (ab 1845 assoziiertes Mitglied)[4]
- 1845: Copley-Medaille
- 1849: Mitglied der American Academy of Arts and Sciences
- 1853: Korrespondierendes Mitglied der Göttinger Akademie der Wissenschaften (ab 1878 auswärtiges Mitglied)[5]
- 1854: Korrespondierendes Mitglied der Preußischen Akademie der Wissenschaften
- 1875: Pour le Mérite für Wissenschaft und Künste
- 1876: Auswärtiges Mitglied der Bayerischen Akademie der Wissenschaften
- 1879: Auswärtiges Mitglied der Royal Society[6]
- 1879: Korrespondierendes Mitglied der Académie des sciences[7]

## Erinnerung

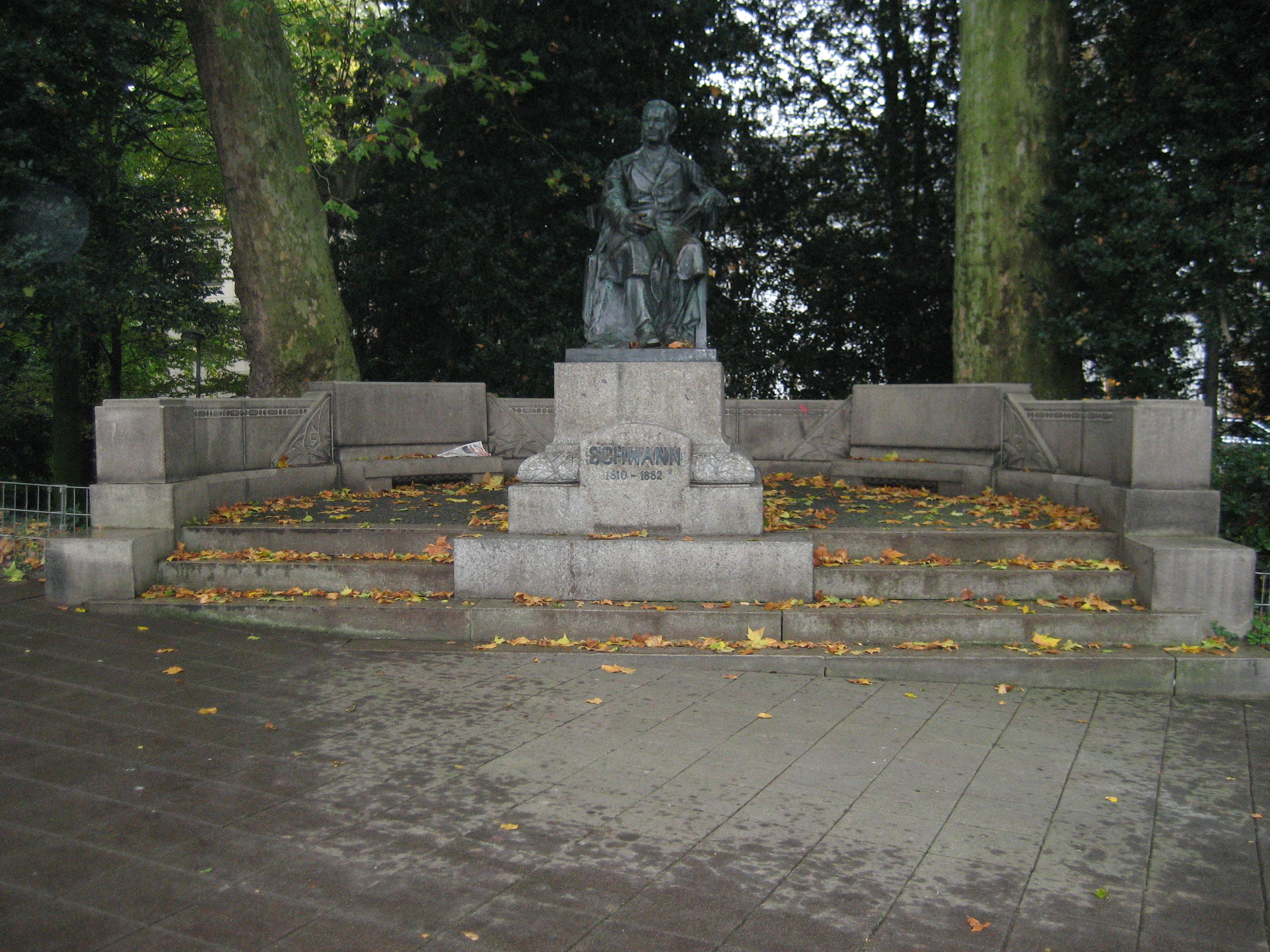
Das Theodor-Schwann-Denkmal in der Neusser Innenstadt

In Neuss gab es ein Theodor-Schwann-Gymnasium, das allerdings 1993 aufgelöst und mit dem Marie-Curie-Gymnasium der Stadt Neuss fusioniert wurde. In den Gebäuden des alten Theodor-Schwann-Gymnasiums fand die erste Gesamtschule der Stadt Neuss, die Janusz-Korczak-Gesamtschule, ihre Bleibe. Heute gibt es noch eine große Sitzstatue in der Neusser Innenstadt, die zu Beginn des 20. Jahrhunderts errichtet wurde und an den Sohn der Stadt erinnert. Sein Geburtshaus ist erhalten und eine Straße in Neuss wurde nach ihm benannt. Seit Februar 2008 trägt das Weiterbildungskolleg der Stadt Neuss den Namen des Forschers, es heißt heute Theodor-Schwann-Kolleg.
Seit Oktober 2011 gibt es in Göttingen das Schwann-Schleiden-Forschungszentrum für Molekulare Zellbiologie. Die Deutsche Gesellschaft für Neuropathologie und Neuroanatomie (DGNN) vergibt seit 2003 einen Theodor-Schwann-Preis für herausragende Beiträge zu ihren Jahreskongressen.
1910 wurde eine Straße in Köln-Riehl nach ihm benannt. In Düsseldorf wurde die Schwannstraße im Stadtteil Golzheim nach Theodor Schwann benannt.